# Luis Nery
Luis Nery (Baja California, México, 12 de diciembre de 1994) es un boxeador mexicano. Es campeón mundial de dos pesos, habiendo ostentado los títulos de peso gallo del CMB y de la revista The Ring entre 2017 y 2018, y el título de peso supergallo del CMB desde 2020 hasta mayo de 2021. En marzo de 2022, Nery está clasificado como el cuarto mejor peso súpergallo del mundo. por BoxRec y décimo por The Ring.

## Biografía
Tuvo sus inicios en el boxeo a la edad de 15 años, originario de Tijuana Baja California. 
Como amateur solo disputó 9 combates, ganando todos, 5 de ellos por la vía de nocaut. Nery hizo su debut profesional en mayo de 2012 a la edad de 17 años.

## Nery vs. Yamanaka
Aunque Nery habló de desafiar el título súper mosca, su primera oportunidad de ganar un título mundial fue contra el campeón de peso gallo de la WBC y The Ring Shinsuke Yamanaka el 15 de agosto de 2017, que ganó con un sensacional K.O. en el cuarto asalto. La pelea comenzó con ambos púgiles intercambiando combinaciones de ida y vuelta, pero al comienzo del cuarto asalto Nery sacudió a Yamanaka con una mano izquierda. Después de un breve respiro en el que Yamanaka pareció recuperar el control, Nery continuó golpeando al campeón defensor, que no pudo defenderse. El rincón de Yamanaka eventualmente se lanzó al cuadrilátero para proteger a su boxeador, dándole a Nery la victoria. La pelea fue vista por una audiencia de más de 7 millones en Japón.

## Nery vs. Yamanaka II
Nery defendió una vez más con éxito en la revancha, consiguiendo la victoria tras un nocaut técnico en el segundo asalto.
Al final, cuando Nery pesó tres libras por encima del límite de peso gallo en 121 libras, el título de peso gallo del CMB solo estaba en juego para Yamanaka y ahora permanece vacante.

## Récord profesional
| 36 Ganadas (28 KOs), 2 Derrotas |        |                        |      |               |            |                                                                | |
| Res.                            | Récord | Oponente               | Tipo | Asalto        | Datos      | Localidad                                                      | Notas |
| G                               | 36-2   | Kyonosuke Kameda       | KO   | 7 (12), 2:23  | 22/02/2025 | Auditorio Municipal, Tijuana, México                           | |
| D                               | 35-2   | Naoya Inoue            | KO   | 6 (12), 1:39  | 06/05/2024 | Tokyo Dome, Tokio, Japón                                       | |
| G                               | 35-1   | Froilan Saludar        | TKO  | 2 (12), 0:41  | 08/07/2023 | Recinto Ferial Metpec, Metpec, México                          | |
| G                               | 34-1   | Azat Hovhannisyan      | KO   | 11 (12), 1:51 | 18/02/2023 | Pomona Fox Theater, Pomona, California                         | |
| G                               | 33-1   | David Carmona          | TKO  | 3 (10), 2:08  | 01/10/2022 | Auditorio Municipal Fausto Gutiérrez Moreno, Tijuana, México   | |
| G                               | 32-1   | Carlos Castro          | SD   | 10            | 05/02/2022 | Michelob Ultra Arena, Paradise, Nevada                         | Gana los títulos WBC Silver (vacante) y WBO Inter-Continental del peso supergallo.                                                                                |
| D                               | 31-1   | Brandon Figueroa       | KO   | 7 (12), 2:18  | 15/05/2021 | Dignity Health Sports Park, Carson, California                 | Pierde el título mundial WBC del peso supergallo. Por el título WBA (Regular) del peso supergallo.                                                                |
| G                               | 31-0   | Aaron Alameda          | UD   | 12            | 26/09/2020 | Mohegan Sun Casino, Uncasville                                 | Gana el título mundial vacante WBC vacante del peso supergallo.                                                                                                   |
| G                               | 30-0   | Juan Carlos Payano     | KO   | 9 (12)        | 20/07/2019 | MGM Grand, Las Vegas                                           | |
| G                               | 29–0   | McJoe Arroyo           | RTD  | 4 (10), 3:00  | 16/03/2019 | AT&T Stadium, Arlington, Texas                                 | |
| G                               | 28–0   | Renson Robles          | TKO  | 7 (10), 1:16  | 01/12/2018 | Gasmart Stadium, Tijuana, México                               | |
| G                               | 27–0   | Jason Canoy            | KO   | 7 (10), 2:44  | 06/10/2018 | Gasmart Stadium, Tijuana, México                               | Gana el título WBC Silver vacante del peso gallo. |
| G                               | 26–0   | Shinsuke Yamanaka      | TKO  | 2 (12), 1:03  | 01/03/2018 | Ryōgoku Kokugikan, Tokio, Japón                                | Despojado del título de peso gallo del CMB antes de la pelea por no hacer el peso.                                                                                |
| G                               | 25–0   | Arthur Villanueva      | TKO  | 6 (10), 1:19  | 04/11/2017 | Estadio Gasmart, Tijuana, México                               | |
| G                               | 24–0   | Shinsuke Yamanaka      | TKO  | 4 (12), 2:29  | 15/08/2017 | Shimadzu Arena, Kioto, Japón                                   | Gana el título mundial WBC y The Ring del peso gallo.; Yamanaka se reincorporó más tarde como campeón por The Ring luego de que Nery fallara una prueba de drogas |
| G                               | 23–0   | Jesús Martínez         | RTD  | 4 (12), 3:00  | 11/03/2017 | Arena Ciudad de México, Ciudad de México, México               | |
| G                               | 22–0   | Raymond Tabugon        | TKO  | 4 (12), 2:42  | 17/12/2016 | El Foro Chiapas, Tuxtla Gutiérrez, México                      | Gana el título vacante WBC Silver del peso gallo |
| G                               | 21–0   | Richie Mepranum        | TKO  | 2 (10), 0:41  | 22/10/2016 | Auditorio Municipal, Tijuana, México                           | |
| G                               | 20–0   | David Sánchez          | RTD  | 4 (10), 3:00  | 30/07/2016 | Auditorio Municipal, Tijuana, México                           | Retiene el título WBC Continental Americas del peso gallo |
| G                               | 19–0   | Martín Casillas        | UD   | 10            | 16/04/2016 | Gimnasio Olímpico Juan de la Barrera, Ciudad de México, México | Gana el título vacante WBC Continental Americas del peso gallo |
| G                               | 18–0   | Humberto Morales       | TKO  | 5 (10), 0:17  | 30/01/2016 | Centro de Convenciones, Rosarito, México                       | |
| G                               | 17–0   | John Mark Apolinario   | TKO  | 2 (10), 2:57  | 26/09/2015 | Centro de Convenciones, Puerto Peñasco, México                 | |
| G                               | 16–0   | Jether Oliva           | RTD  | 4 (10), 3:00  | 28/02/2015 | Centro de Convenciones, Rosarito, México                       | |
| G                               | 15–0   | Carlos Fontes          | TKO  | 8 (8), 2:17   | 06/12/2014 | Centro de Usos Múltiples, Hermosillo, México                   | |
| G                               | 14–0   | Víctor Méndez          | SD   | 8             | 30/08/2014 | Centro de Usos Múltiples, Hermosillo, México                   | |
| G                               | 13–0   | José Estrella          | RTD  | 5 (8), 0:10   | 27/06/2014 | Hipódromo Caliente, Tijuana, México                            | |
| G                               | 12–0   | Antonio Rodríguez      | KO   | 3 (8), 2:28   | 11/04/2014 | Hipódromo Caliente, Tijuana, México                            | |
| G                               | 11–0   | Javier Cifuentes       | KO   | 4 (6)         | 15/02/2014 | Feria Mesoamericana, Tapachula, México                         | |
| G                               | 10–0   | Adán Osuna             | TKO  | 1 (8), 1:56   | 13/12/2013 | Hipódromo Caliente, Tijuana, México                            | |
| G                               | 9–0    | Oswaldo Castro         | UD   | 8             | 26/10/2013 | Hipódromo Caliente, Tijuana, México                            | |
| G                               | 8–0    | Saúl Hernández         | TKO  | 5 (6), 1:04   | 23/08/2013 | Forum Tecate, Tijuana, México                                  | |
| G                               | 7–0    | Rafael Alvarado        | TKO  | 2 (6), 1:31   | 14/06/2013 | Hipódromo Caliente, Tijuana, México                            | |
| G                               | 6–0    | Marino Canete          | TKO  | 2 (4), 2:09   | 10/04/2013 | Salón Las Pulgas, Tijuana, México                              | |
| G                               | 5–0    | Leonardo Reyes         | TKO  | 1 (4), 2:18   | 16/02/2013 | Auditorio Municipal, Tijuana, México                           | |
| G                               | 4–0    | Joan Sandoval          | UD   | 4             | 28/11/2012 | Salón Las Pulgas, Tijuana, México                              | |
| G                               | 3–0    | Carlos Castañeda       | UD   | 4             | 20/09/2012 | Salón Las Pulgas, Tijuana, México                              | |
| G                               | 2–0    | Javier Miranda         | UD   | 4             | 07/06/2012 | Salón Las Pulgas, Tijuana, México                              | |
| G                               | 1–0    | José Guadalupe Salgado | TKO  | 1 (4), 1:04   | 05/05/2012 | Auditorio Municipal, Tijuana, México                           | |